# Dasypoda altercator
Espèce
Dasypoda altercator, l'abeille à culottes, est une espèce d'insectes hyménoptères aculéates rattachée classiquemnet à la famille des Melittidae. En 2008, il a été proposé qu'elle soit assignée à la famille des Dasypodaidae. 

## Dénomination
Cette abeille a été nommée Dasypoda altercator par Harris en 1780 sensu Donald Baker (Oxford, Angleterre).
Synonymes
- Dasypoda hirtipes (Fabricius, 1793) ou Dasypoda (Dasypoda) hirtipes (Fabricius, 1793) ; Dasypoda hirtipes est considéré par certains auteurs spécialisés comme le nom valide de l'espèce[2] ;
- Dasypoda plumipes (Panzer, 1797)

Nom vernaculaire
- abeille à culottes.

En 2008, de nouvelles études la classent dans la famille des Dasypodaidae (plus d'une centaine d'espèces, Afrique et zone paléarctique, en général dans des endroits secs).

## Répartition
Espèce eurasiatique, on la trouve en Europe depuis l'Espagne jusqu'à la Norvège au nord, jusqu'à la mer Noire à l'est et jusqu'à la mer Caspienne en Asie.

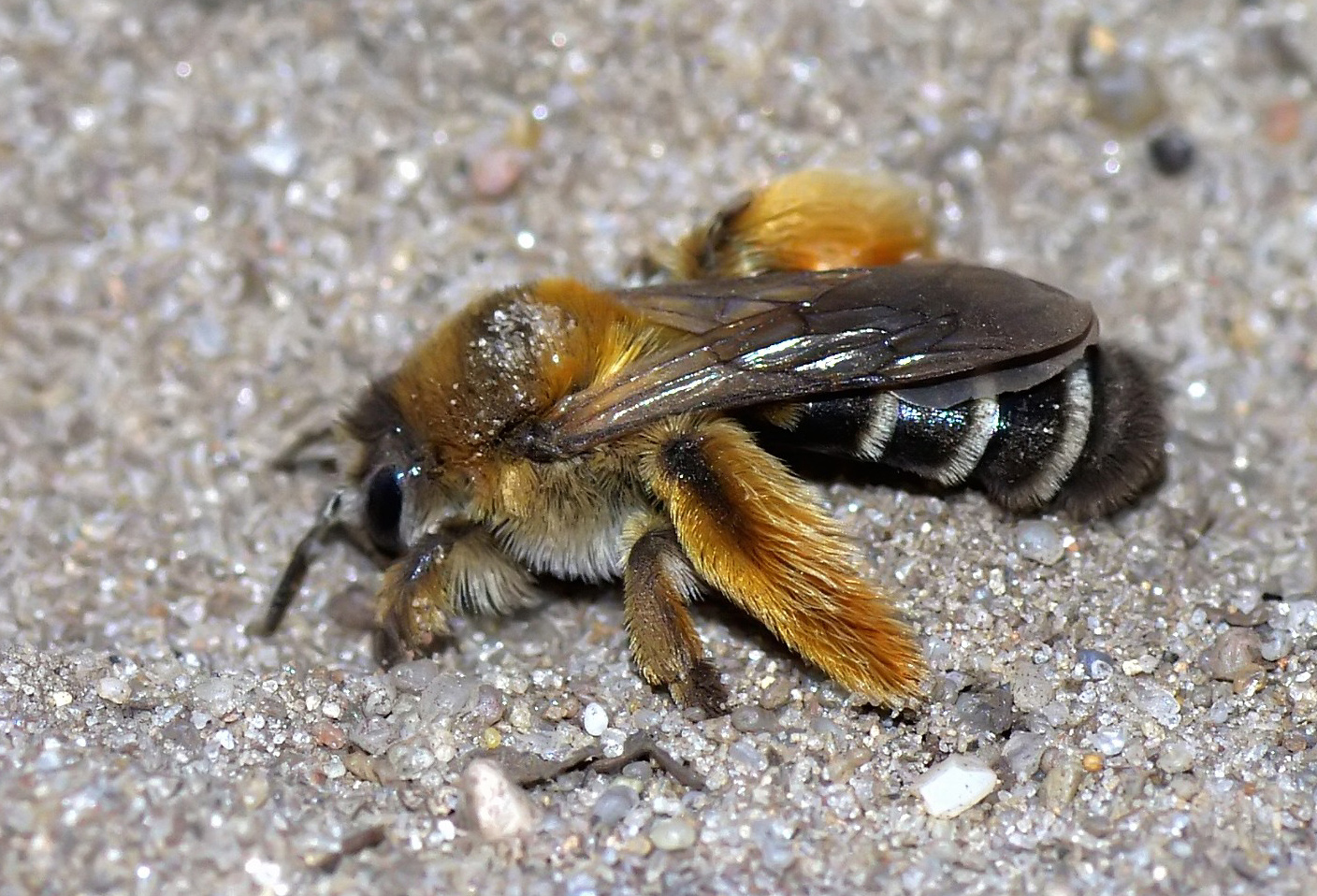
Dasypoda altercator - femelle.

## Description
La femelle porte de longs poils dorés à orangés sur les pattes postérieures.

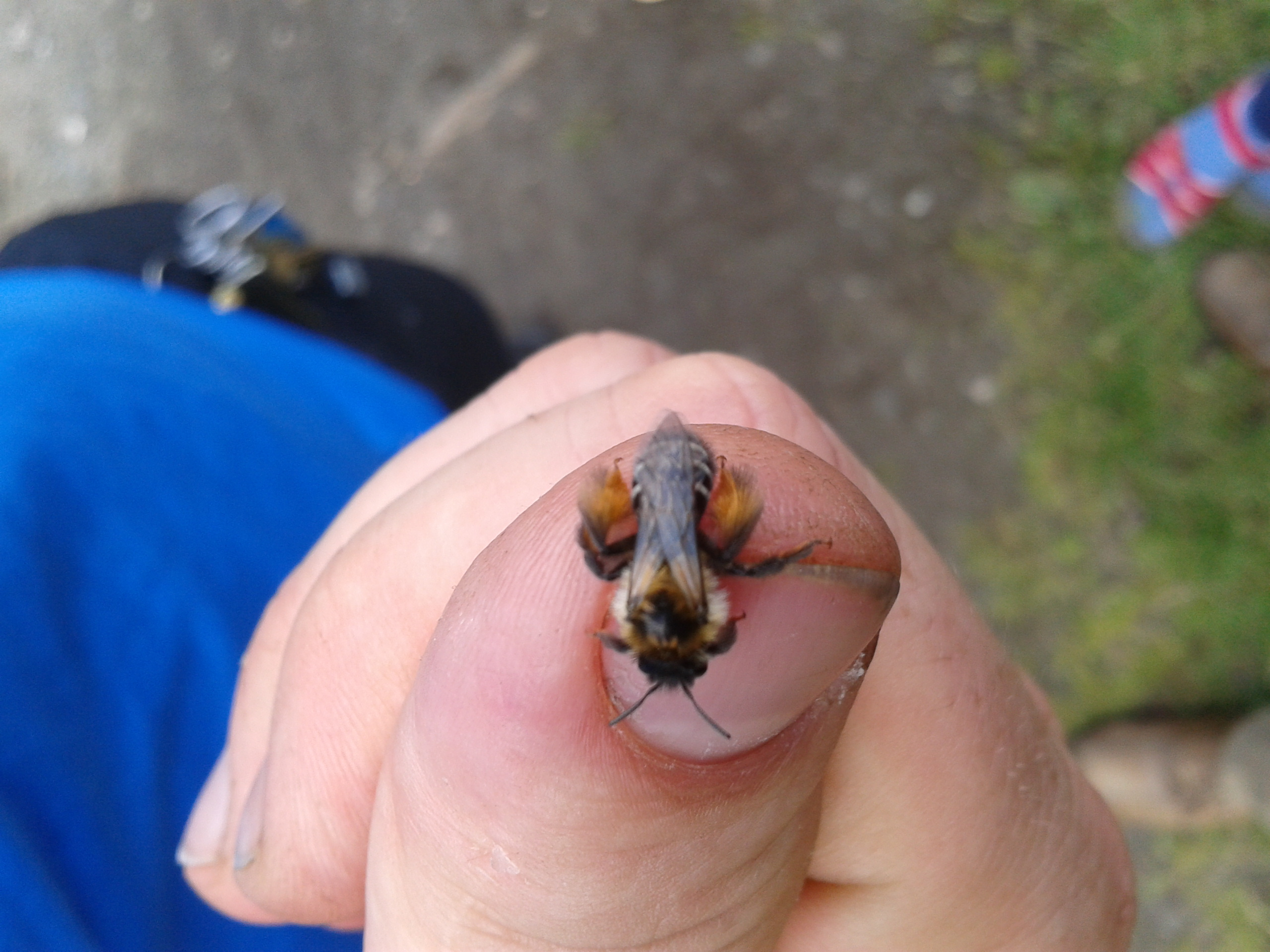
Dasypoda altercator « sur le pouce ».

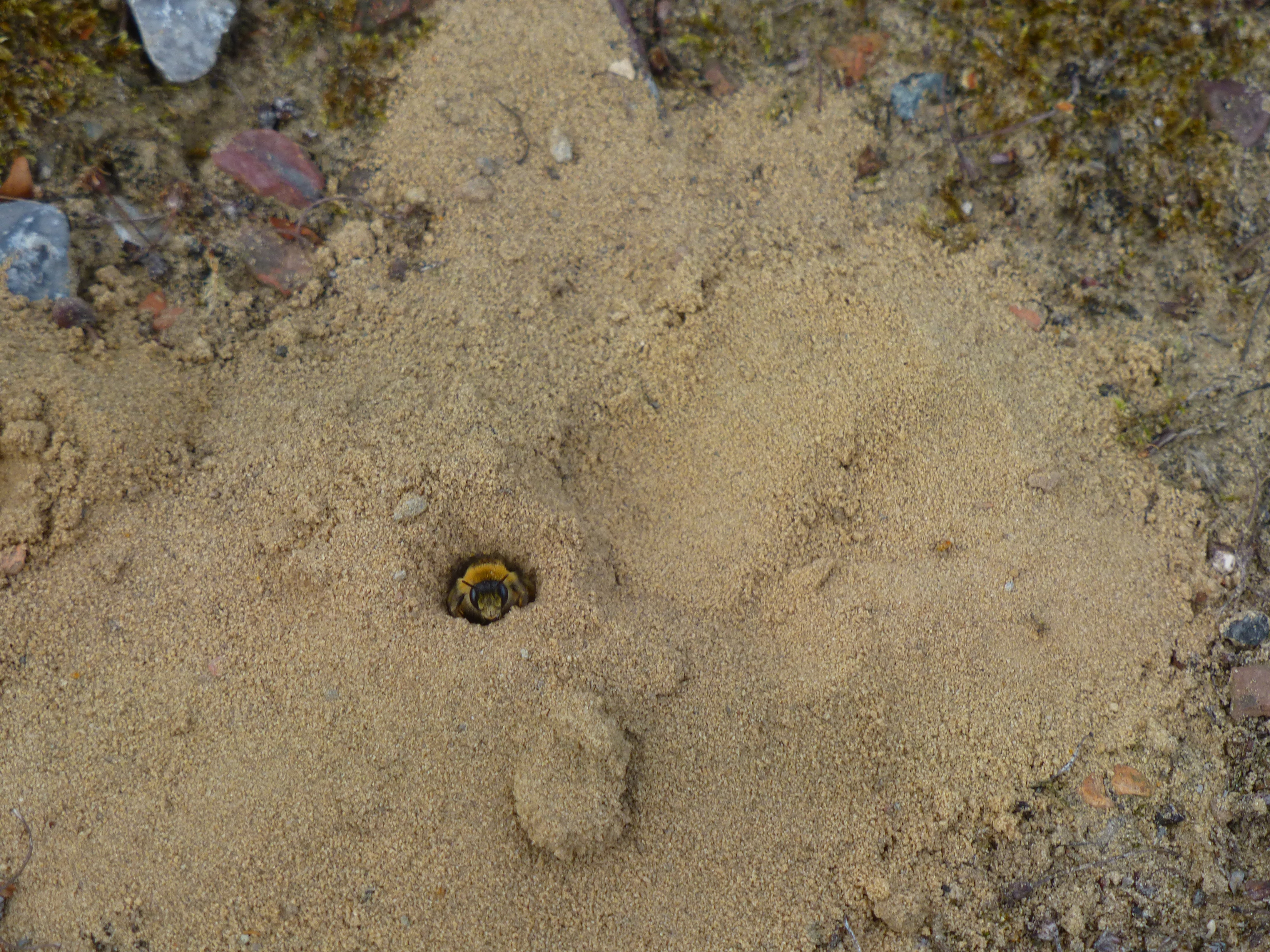
Dasypoda altercator mâle à l'orifice du cône sableux de son terrier

Le mâle porte des poils jaunes, serrés, plus courts ; ceux de son abdomen sont plus clairs. Il porte aussi des poils courts sur la face.

## Biologie

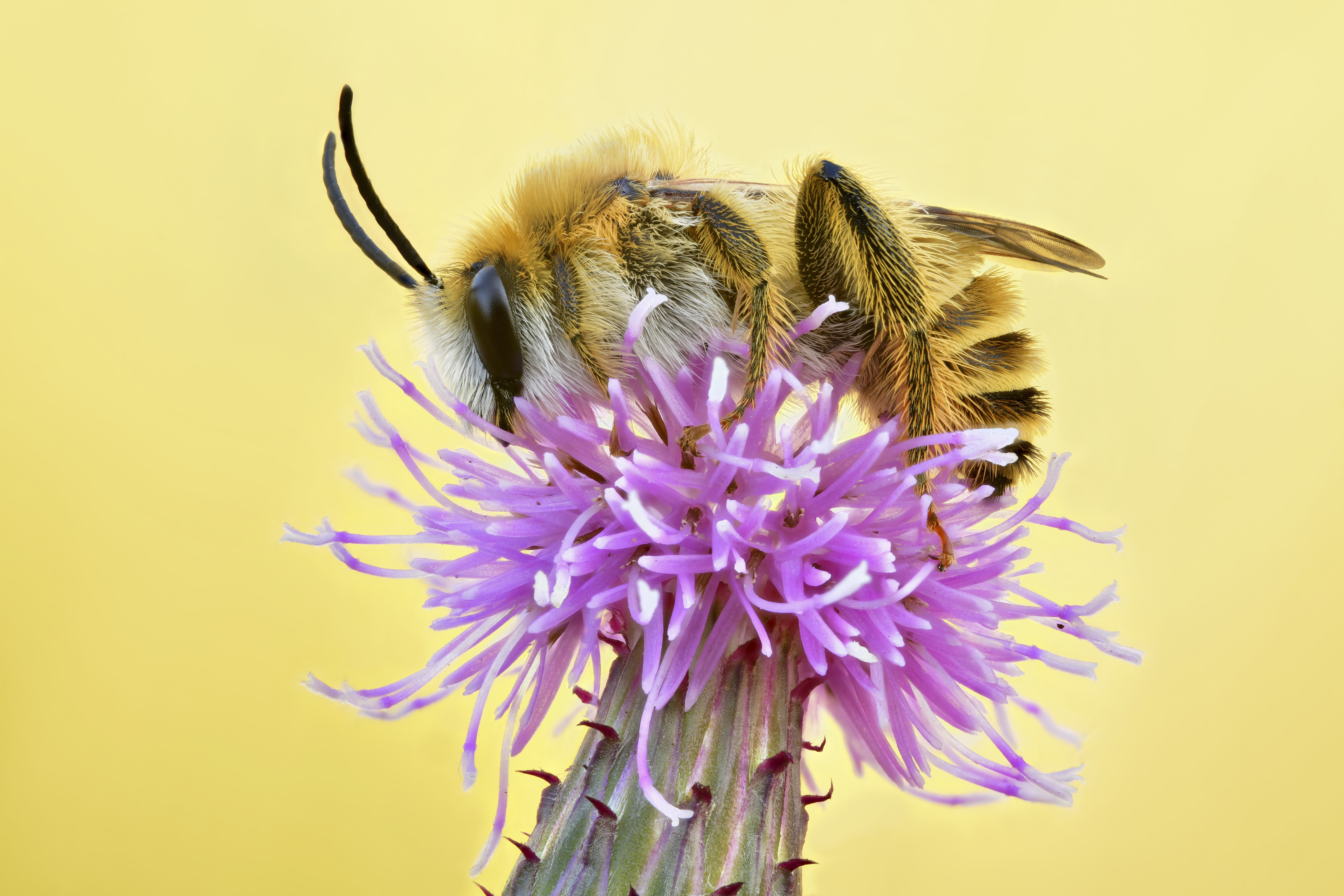
Dasypoda altercator posé sur sur une fleur. Aout 2021.

Les adultes volent de juin à septembre. Ils apprécient les capitules d'astéracées à cœur jaune. Les nids creusés dans le sol sablonneux se signalent par des rejets de particules formant des cônes fragiles semblables à de petits volcans (voir "commons" : category nests). Les femelles les édifient en repoussant le sable à l'aide des brosses de leurs pattes postérieures.
Ces abeilles sont inoffensives.